# Język zaghawa
Język zaghawa – język z rodziny nilo-saharyjskiej z gałęzi języków saharyjskich, używany przez lud Zaghawa w środkowo-wschodnim Czadzie oraz w północno-zachodnim Sudanie (Darfur).
Liczba osób używających języka zaghawa jest niepewna. Szacunkowe dane podają liczby między 169 tys. a 180 tys.
Określenie zaghawa zostało nadane przez obcych. Lud ten używa wobec siebie określenia Beri, zaś swój język nazywa beri-a. Istnieje szereg dialektów języka zaghawa, wśród nich jest m.in. bidayat, będący ojczystym dialektem byłego prezydenta Czadu, Idrissa Déby.
Wśród użytkowników języka zaghawa powszechnie używane są również dialekty języka arabskiego.

## Piśmiennictwo
W latach 50. XX w. Adam Tajir, szkolny nauczyciel, stworzył dla zapisu języka zaghawa alfabet, oparty na plemiennych znakach identyfikacyjnych ludu Zaghawa. Wzorem dla opracowania tego alfabetu było pismo arabskie. Z wielu względów (m.in. tego, że znaki były dość skomplikowane) trudne było opracowanie czcionek tego alfabetu do użytku komputerowego. Dlatego też w 2000 r. Siddik Adam Issa wprowadził do istniejącego systemu szereg zmian, tworząc jego uproszczoną wersję. W 2007 opracowane zostały czcionki, które pozwalają na wykorzystanie alfabetu zaghawa do pracy na komputerze.
Równolegle prowadzi się prace nad rozwojem piśmiennictwa opartego na piśmie arabskim.